# Tycomarptes depulsa
Tycomarptes depulsa là một loài bướm đêm trong họ Noctuidae.